# Chiyo Miyako
Chiyo Miyako (Wakayama, 2 de maio de 1901 — Yokohama, 22 de julho de 2018) foi uma supercentenária japonesa. Foi a  pessoa viva mais velha do mundo por três meses, entre a morte da também japonesa Nabi Tajima em 21 de abril e a sua morte. Foi a pessoa mais velha da província de Kanagawa. Ela foi oficialmente verificada pelo Gerontology Research Group em 3 de agosto de 2015. Foi a última pessoa nascida em 1901 a morrer. Sua sucessora como pessoa mais velha do mundo foi a também japonesa Kane Tanaka. 